# Chaumard
Chaumard är en kommun i departementet Nièvre i regionen Bourgogne-Franche-Comté i de centrala delarna av Frankrike. Kommunen ligger i kantonen Montsauche-les-Settons som tillhör arrondissementet Château-Chinon (Ville). År 2022 hade Chaumard 196 invånare.

## Befolkningsutveckling
Antalet invånare i kommunen Chaumard
| Referens: INSEE |